# دختران بی‌بندوبار
دختران بی‌بندوبار (انگلیسی: Gigolettes) یک فیلم کوتاه کمدی به کارگردانی راسکو آرباکل است که در سال ۱۹۳۲ منتشر شد.

## گزیدهٔ بازیگران
- جون مک‌کلوی
- ماریون شیلینگ
- گرترود شورت